# 浪坪乡
浪坪乡，是中华人民共和国重庆市酉阳土家族苗族自治县下辖的一个乡镇级行政单位。

## 行政区划
浪坪乡下辖以下地区：
浪水坝村、官楠村和评议村。